# Cylindrophis opisthorhodus
Cylindrophis boulengeri es una especie de serpientes de la familia Cylindrophiidae.

## Distribución geográfica
Es endémica de las islas menores de la Sonda (Indonesia), se encuentran desde Lombok hasta la isla de Flores.